# 留学生文学賞
留学生文学賞（りゅうがくせいぶんがくしょう）は、日本で勉学する外国人留学生による小説・詩・エッセーに与えられる文学賞である。

## 沿革
1992年〜2000年当時、法政大学留学生だった内モンゴル自治区出身の詩人ボヤンヒシグの作品が、2000年4月16日「ナランへの置き手紙　懐情の原形」として 英治出版より刊行 。この印税を役立てて欲しい、というボヤンヒシグに、宮崎学が同額を出資するなどし、有志らによって、留学生を対象とした文学賞が設立された。当初は「ボヤン賞」として始まり、第2回より改称された。以降、2010年・第8回まで続いている。
授賞する作品は選考委員の合議によって決定される。
歴代選考委員は、辻井喬(作家・詩人)・宮崎学(作家)・荒川洋治 (現代詩作家)・加藤淳平(元国際交流基金専務理事)・栖原暁(東京大学留学生センター(現東京大学国際センター)教授=当時)・中村和恵(詩人・明治大学講師)・蜂飼耳(詩人)・福島みち子(ボランティア・グループ留学生相談室代表)・島田雅彦(作家、法政大学教授)・呉智英(評論家)・住枝清高（檸檬屋出版代表）・吉岡治(作詞家)・田原(詩人・翻訳家)・西原理恵子(漫画家)。受賞者の記者会見と授賞式は、ともに学士会館で行われていた。
主な受賞者として、田原（第1回・2001年）、シリン・ネザマフィ（第4回・2006年）がいる。